# Vino Brežice
Vino Brežice je slovensko vinarsko podjetje s sedežem v Brežicah, ki deluje na območju vinorodnega okoliša Bizeljsko - Sremič.
Začetki podjetja segajo v leto 1946, ko je bilo ustanovljeno kot izvozno-uvozno trgovsko podjetje VINO - SADJE Brežice. Danes je oblikovano kot delniška družba, poleg vinarstva se ukvarja tudi s proizvodnjo brezalkoholnih pijač.
Vino Brežice kot vinska družba nadaljuje tradicijo pridelovanja vin v posavski regiji . Najbolj prepoznavna vina so beli bizeljčan, rdeči bizeljčan, rdeči dolenjec, sortna vina, predikati in peneča vina. Posebnost je portsko vino Moscon Tawny.
Ena od vinskih kleti podjetja se nahaja v Grajski kleti gradu Brežice, kjer hranijo arhivska vina.